# Voyageur
Voyageur (na francuskom: putnik) je album nju ejdž/elektronske grupe Enigma objavljen 2003. godine. To je njihov peti album.

## Opis
Voyageur je album Enigme koji se najviše razlikuje od prethodnih, i drastične su promene u zvuku u odnosu na prethodna četiri albuma. Umesto šakuhači flaute, gregorijanskih i tribalnih napeva koji su bili dominantni na ranijim albumima, većina pesama koje se nalaze na albumu Voyageur su u pop stilu. Takve su pesme „Voyageur“, „Incognito“, „Boum-Boum“ i „Look of Today“. Mihaj Krecu je opisao i okarakterisao da je album najbliži žanru „sofisticiranog popa“.
Veliko odstupanje grupe u odnosu na prethodne albume i potpuna promena zvuka je bilo razočarenje za pojedine obožavaoce Enigme, ali i pored toga album je prihvaćen od strane jednog dela publike pozitivno.

## Pesme
1. „From East to West“ – 4:10
2. „Voyageur“ – 4:36
3. „Incognito“ – 4:24
4. „Page of Cups“ – 7:00
5. „Boum-Boum“ – 4:30
6. „Total Eclipse of the Moon“ – 2:16
7. „Look of Today“ – 3:44
8. „In the Shadow, In the Light“ – 5:33
9. „Weightless“ – 2:18
10. „The Piano“ – 3:00
11. „Following the Sun“ – 5:48

## Spoljašnje veze
- Voyageur - Enigma[мртва веза]
- Tekst pesama